# Georgi Knjazev
Georgi Aleksejevitsj Knjazev (Russisch: Георгий Алексеевич Князев) (Sint-Petersburg, 15 maart 1887 - Leningrad, 30 juni 1969) was een Russisch historicus, archivaris en dokter in de historische wetenschappen. 

## Biografie
In 1913 studeerde hij af aan de Universiteit van Sint-Petersburg. Hij startte zijn carrière bij het Archief van het Ministerie van Zeevaart, was betrokken bij de oprichting van verschillende archiefinstellingen en stond van 1929 tot aan zijn overlijden in 1969 aan het hoofd van het Archief van de Russische Academie van Wetenschappen, gevestigd in Leningrad.
Tijdens de blokkade van Leningrad woonde Knjazev samen met zijn echtgenote in het Huis van de Academie, op zo'n 800 m van de Academie. Hoewel hij slecht te been was en zich buitenshuis veelal in een rolstoel verplaatste, bleef Knjazev ook tijdens het beleg aan het werk onder zeer moeilijke omstandigheden. Hij hield daarnaast trouw een dagboek bij, waarin hij het leven in zijn nabije omgeving beschreef. Delen uit dit dagboek werden gepubliceerd in het "blokkadeboek" van Ales Adamovitsj.